# Batracomorphus xinxianensis
Batracomorphus xinxianensis är en insektsart som beskrevs av Cai och Shen 1999. Batracomorphus xinxianensis ingår i släktet Batracomorphus och familjen dvärgstritar. Inga underarter finns listade i Catalogue of Life.